# 尾張小倉
尾張 小倉（おわり の おくら、生年不明 - 天平勝宝元年8月14日（749年9月29日））は、奈良時代中期の采女・女官。姓は宿禰。官位は従四位下・命婦・尾張国造。

## 生涯
聖武朝の天平9年（737年）2月に、従七位下 から外従五位下に昇叙。その後、小槻山広虫らとともに外従五位上から外正五位下になるなど順調に出世し、天平19年（747年）3月、従五位下の時、内命婦で従四位下および尾張国造になり、女性として初の国造に任命される。これは女官として中央にいながらにして、恩寵により男子を凌駕して本国国造に任じられたものであり、国造の地位が栄誉的なものに変貌していることを指し示している、という意見がある。
孝謙朝の天平勝宝元年（749年）8月、現役のまま卒去。

## 官歴
『続日本紀』による。
- 時期不詳：従七位下
- 天平9年（737年）2月14日：外従五位下
- 時期不詳：外従五位上
- 天平17年（745年）正月7日：外正五位下
- 時期不詳：従五位下・命婦
- 天平19年（747年）3月3日：従四位下・尾張国造
- 天平勝宝元年（749年）8月14日：卒去